# 플리오사우루스
플리오사우루스(Pliosaurus)는 쥐라기 후기에 지금의 유럽 지역 및 파타고니아에 서식했던 수장룡이다. 속명의 뜻은 '더 큰 도마뱀'이라는 뜻이며, 2012년에 명명되었고 몸길이는 10~12m에 달한다. 지금까지 발견된 플리오사우루스 중 플리오사우루스 로시쿠스(P. rossicus)는 몸길이가 10m, 몸무게는 11톤이고, 나머지 종들은 몸길이는 8m, 몸무게는 5톤에 달한다.

## 종

### 유효한 종[3]
- P. brachydeirus (Owen, 1841)
- P. rossicus (Novozhilov, 1948)
- P. funkei (Knutsen et al., 2012)
- P. carpenteri (Benson et al., 2013)
- P. kevani (Benson et al., 2013)
- P. westburyensis (Benson et al., 2013)

### 의문명 및 유효성이 부정받는 종
- P. brachyspondylus (Owen, 1839)
- P. macromerus (Philips, 1871)
- P. portentificus (Noè et al., 2004)

### ICZN을 통해 유효성 확인이 필요한 종
- P. patagonicus (Gasparini & O'Gorman, 2014)
- P. almanzaensis (Gasparini, Spalleti & O'Gorman, 2018)